# 神秘的夜晚！ / 十八歲的情感
《神秘的夜晚！ / 十八歲的情感》（ミステリーナイト! / エイティーン エモーション）是日本女子偶像組合S/mileage的第16張單曲，於2014年4月30日由hachama發售。

## 概要
- 《神秘的夜晚！ / 十八歲的情感》是S/mileage第三張2A單曲。
- 此單曲共有5個版本，分別為「初回生產限定盤A - C」和「通常盤A - B」。「初回生產限定盤A」收錄了《神秘的夜晚！》的PV；「初回生產限定盤B」收錄了《十八歲的情感》的PV；「初回生產限定盤C」收錄了《神秘的夜晚！》、《十八歲的情感》的PV。
- 在2014年5月12日於Oricon公信榜單曲週榜取得第2名，是S/mileage出道以來銷量排名最高的單曲[1]，繼《有頂天LOVE》、《Please Miniskirt Postwoman!》、《明白嗎!? / 「好男人」》後第四張首週銷量超過3萬的單曲。

## 收錄內容

### CD（初回生產限定盤A、C、通常盤A）
1. 神秘的夜晚！
（作詞、作曲：淳君　編曲：平田祥一郎）
2. 十八歲的情感
（作詞、作曲：淳君　編曲：板垣祐介）
3. 神秘的夜晚！（Instrumental）
4. 十八歲的情感（Instrumental）

### CD（初回生產限定盤B、通常盤B）
1. 十八歲的情感
2. 神秘的夜晚！
3. 十八歲的情感（Instrumental）
4. 神秘的夜晚！（Instrumental）

### DVD（初回生產限定盤A）
1. 神秘的夜晚！（Music Video）

### DVD（初回生產限定盤B）
1. 十八歲的情感（Music Video）

### DVD（初回生產限定盤C）
1. 神秘的夜晚！（Dance Shot Ver.）
2. 十八歲的情感（Dance Shot Ver.）

## 外部連結
- S/mileage官方網站 （页面存档备份，存于）（日語）
- YouTube上的《神秘的夜晚！》PV
- YouTube上的《十八歲的情感》PV